# Espacio fásico

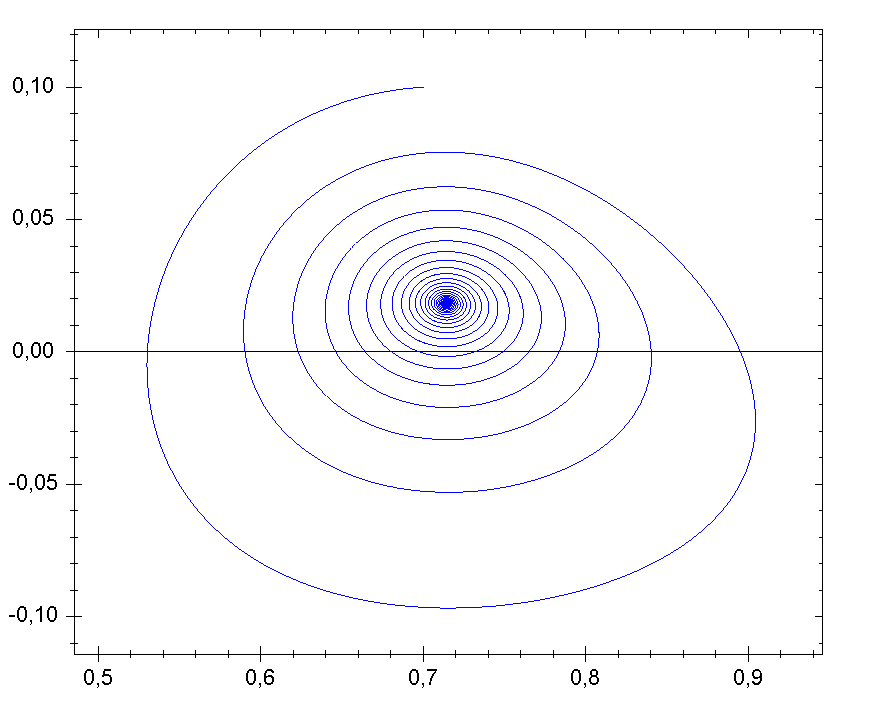
Espacio fásico de un sistema dinámico con estabilidad focal.

En mecánica clásica, el espacio fásico, espacio de fases o diagrama de fases es una construcción matemática que permite representar el conjunto de posiciones y para sus respectivos momentos.
El formalismo del espacio fásico se emplea en el contexto de la mecánica lagrangiana y la mecánica hamiltoniana. Usualmente se designa el espacio fásico o una parte de él por Γ (gamma mayúscula). Físicamente cada punto del espacio  mecánico.
En física estadística se usan distribuciones de probabilidad definidas sobre el espacio fásico. Partiendo de cierto subconjunto de las distribuciones de probabilidad de un espacio fásico puede construirse una estructura de espacio de Hilbert. Estos espacios  se usan en mecánica cuántica.

## Espacio fásico en mecánica clásica
En mecánica clásica el espacio fásico es una construcción matemática a partir del espacio de configuración. Concretamente un espacio fásico adecuado para un sistema con un número finito de grados de libertad es el fibrado cotangente del espacio de configuración del sistema mecánico.
Ese fibrado cotangente construido de esa manera puede además ser dotado de una topología simpléctica donde pueden formularse convenientemente los teoremas de la mecánica hamiltoniana.
Uno de los teoremas clásicos sobre espacios fásicos es el teorema de Liouville, según el cual una nube de puntos distribuidos de acuerdo con una densidad de probabilidad que represente un estado de equilibrio macroscópico ρ(pi,qi) debe ser invariable en el tiempo.
Además cada hamiltoniano H definido sobre un espacio fásico está asociado a un conjunto de trayectorias de evolución temporal. El conjunto de trayectorias constituye un foliación unidimensional del espacio fásico que recubre casi todo el espacio fásico (concretamente todo el espacio fásico, salvo un conjunto de medida nula), esto último equivale a que el espacio puede ser descompuesto en trayectorias que no se intersecan.

## Espacio fásico en mecánica cuántica
Uno de los rasgos definitorios de la mecánica cuántica es que el estado físico de un sistema no determina el resultado de cualquier medida que pueda hacerse sobre él. En términos más crudos, el resultado de una medida sobre dos sistemas cuánticos que tienen el mismo estado físico no siempre arroja los mismos resultados.
Así una teoría como la mecánica cuántica que trata de describir la evolución temporal de los sistemas físicos sólo puede predecir la probabilidad de que al medir una determinada magnitud física se obtenga determinado valor. Es decir, la mecánica cuántica realmente es una teoría que explica cómo varía la distribución de probabilidad de las posibles medidas de un sistema (entre dos mediciones consecutivas, ya que en el instante de la medida se produce un colapso de la función de onda aleatorio).
El estado cuántico de un sistema por las razones anteriormente expuestas no se parece en nada al estado clásico de una partícula o un sistema de partículas. De hecho el estado cuántico de un sistema es representable mediante una función de onda: 
{\displaystyle \Phi \in L_{\mu }^{2}(\Gamma )}
La relación más cercana entre espacio fásico y función de onda es que el cuadrado del módulo de la función de onda está relacionado con una distribución de probabilidad definida sobre el espacio fásico. Esto significa que, para construir el conjunto de estados cuánticos o espacio de Hilbert de ciertos sistemas cuánticos, puede considerarse inicialmente el espacio fásico que se usaría en su descripción clásica y considerar el conjunto de funciones de cuadrado integrable sobre el espacio fásico, a este tipo de procedimiento se le conoce como cuantización. En el tratamiento cuántico, las coordenadas del espacio fásico clásico p y q, se substituyen por operadores hermíticos sobre el espacio de Hilbert que contiene al conjunto de estados posibles.
La conexión entre los operadores hermíticos sobre el espacio de Hilbert y la interpretación clásica de los mismos como magnitudes físicas medibles, puede lograrse mediante el producto de Moyal que es consistente con el principio de incertidumbre de la mecánica cuántica. Cada observable cuántico corresponde a una única distribución sobre el espacio de fases, y al revés tal como demostró Hermann Weyl en 1927, trabajo que fue ampliado por John von Neumann (1931); Eugene Wigner (1932) y muy especialmente por H J Groenewold (1946). El trabajo de J E Moyal (1949), completó todas estas fundamentaciones de la cuantización de Weyl, mediante una reformulación lógicamente independiente de los postulados de la mecánica cuántica.

### Cuantización a partir del espacio fásico clásico
En física estadística se emplean distribuciones de probabilidad sobre el espacio fásico, este conjunto distribuciones de probabilidad puede dotarse de estructura de espacio de Hilbert. Es precisamente sobre esta abstracción última que se construye la mecánica cuántica en donde no se emplean espacios de configuración sino directamente espacios de Hilbert. El estado de un sistema cuántico se define como una función de onda que no es otra cosa que un elemento o vector de este espacio de Hilbert (concretamente el estado del sistema es una clase de equivalencia de vectores del espacio de Hilbert).

## Espacio fásico en mecánica estadística y termodinámica
Dado un sistema termodinámico en equilibrio con n grados de libertad, el estado del sistema puede se representado como un punto de dicho espacio. Dicho espacio puede ser parametrizado considerando n funciones de estado, que sean funcionalmente independientes. Por ejemplo para un gas que no puede sufrir cambios de estado el espacio fásico puede parametrizarse mediante dos coordenadas: presión (P) y densidad (ρ) (o alternativamente, presión y temperatura o densidad y temperatura).